# WDS J22367-1321
WDS J22367-1321 — двойная звезда в созвездии Водолея на расстоянии приблизительно 159 световых лет (около 49 парсеков) от Солнца.

## Характеристики
Первый компонент (LN Водолея (лат. LN Aquarii)) — оранжевая вращающаяся переменная звезда типа BY Дракона (BY:) спектрального класса K:. Видимая звёздная величина звезды — от +11,3m до +10,86m. Эффективная температура — около 4645 К.
Второй компонент (LP 760-45) — предположительно белый карлик спектрального класса WD:. Видимая звёздная величина звезды — +18,5m. Удалён на 19,5 угловых секунды.